# Joseph-Henri Altès
Pour les articles homonymes, voir Altès.
Joseph-Henri Altès, né le 18 janvier 1826 à Rouen et mort le 24 juillet 1895 à Paris, est un flûtiste, compositeur et pédagogue français.

## Biographie

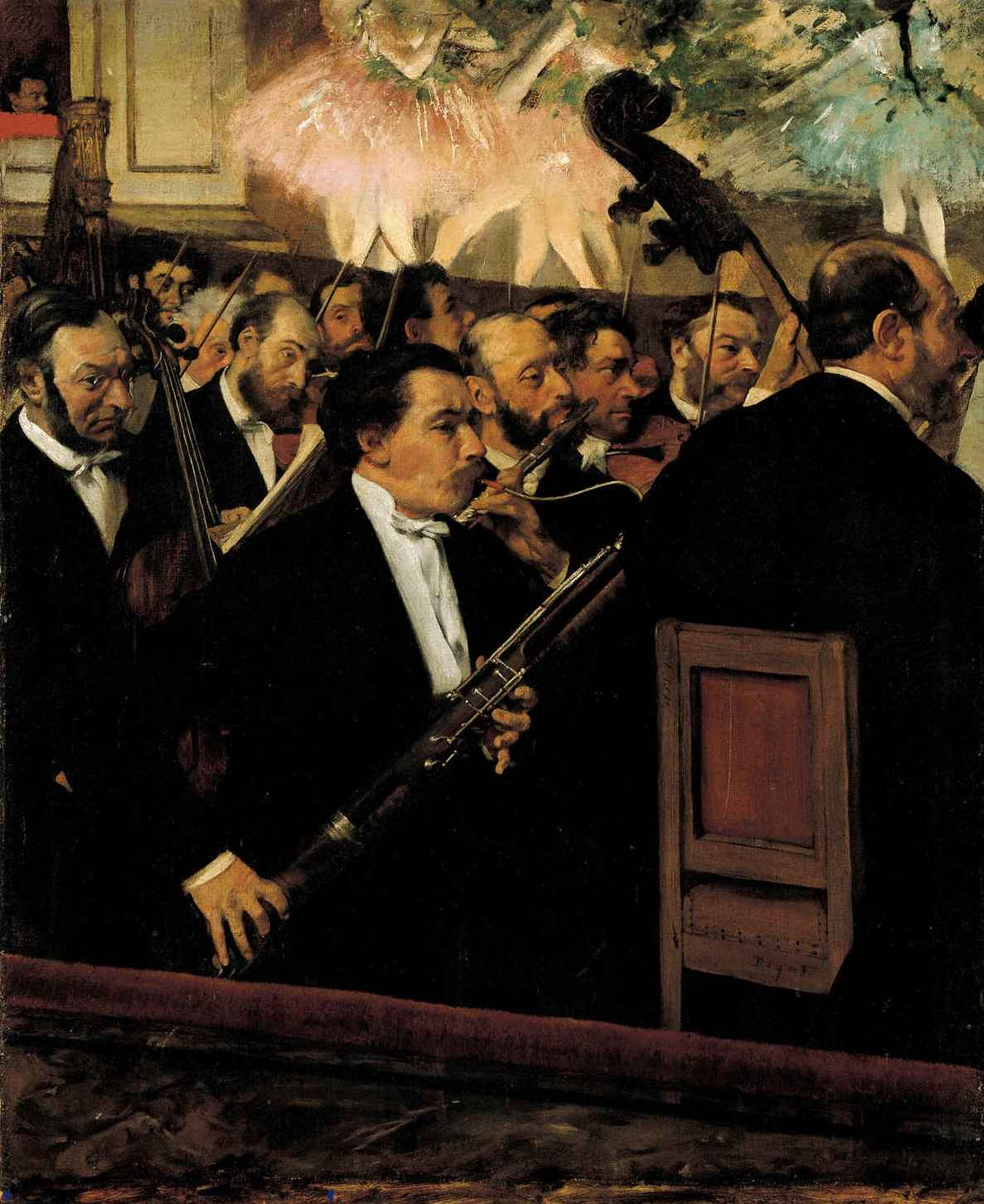
Edgar Degas, L'Orchestre de l'Opéra (1870, musée d'Orsay).
Joseph-Henri Altès est à la flûte, à gauche du bassoniste Désiré Dihau.

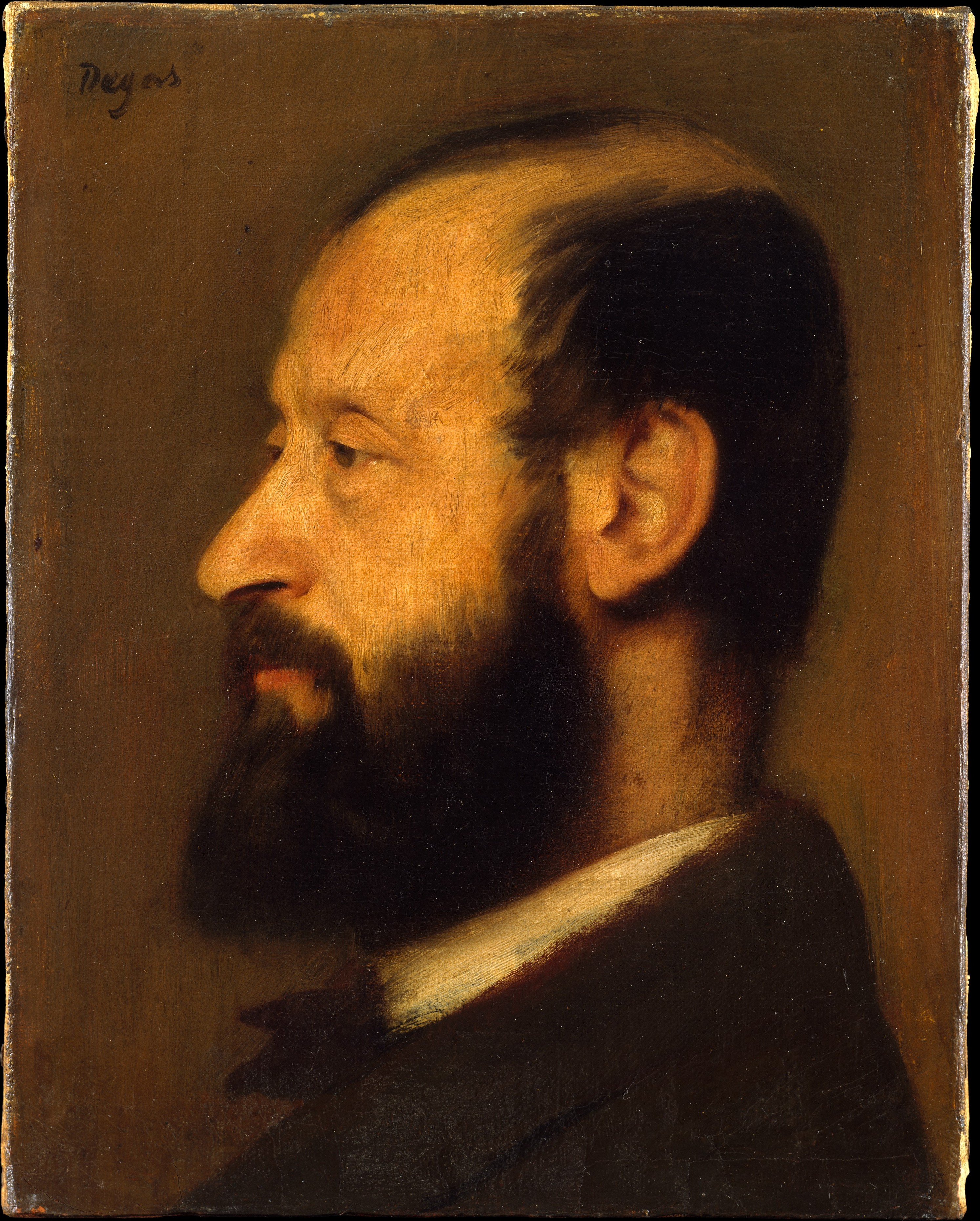
Degas, Joseph-Henri Altès (1868, Metropolitan Museum of Art).

Joseph-Henri Altès est le fils de Pierre Altès, soldat, et de Thérèse Robinard. Il commence la flûte dès l’âge de dix ans et montre d'heureuses dispositions pour cet instrument. Admis comme élève au Conservatoire de Paris le 7 décembre 1840, il suit le cours de Jean-Louis Tulou.
Ses progrès sont si rapides, que dès 1841, au concours du Conservatoire, il reçoit un second prix, et sa brillante exécution lui fait obtenir, l'année suivante, le premier prix. De 1848 à 1872, il est premier flûtiste à l'Opéra de Paris et, en 1868, il succède à Louis Dorus comme professeur de flûte au Conservatoire de Paris, jusqu’à son remplacement, en 1895, par Paul Taffanel. Parmi ses élèves figurent Georges Barrère, Adolphe Hennebains, Louis Balleron (d), Danis, Lucien Leclercq, Pierre Deschamps, Jean Grenier, Pascal, Ernest Million, Louis Balleron, Antoine Hennion, André Hippolyte Stenosse, Leduc, A. Macquarre, Leducq et Boyrie.
Il est l'auteur d'une méthode de flûte, Célèbre Méthode complète de Flûte (1880) et laisse environ 40 compositions, dont 6 solos pour le Concours d'entrée au Conservatoire de Paris et des transcriptions ou des fantaisies sur des thèmes d'opéras.
Comme son professeur, il joue d’une flûte à quatre clés et ne change que plus tard pour un modèle Theobald Boehm.
Altès était ami du peintre Edgar Degas, qui a réalisé, en 1868, son portrait conservé au Metropolitan Museum of Art, avant de le représenter en 1870, sur le tableau intitulé L'Orchestre de l'Opéra au musée d'Orsay.
Mort à la maison de santé Saint-Jean-de-Dieu, il est inhumé le 26 juillet au cimetière de Montmartre avec sa femme, la cantatrice Émilie-Francisque Ribault.